# Pedro I (nau)

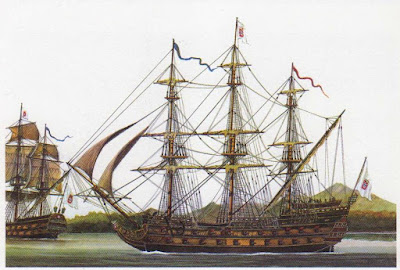
Nau Martim de Freitas.

A Dom Pedro I foi uma nau incorporada à Marinha do Brasil em 1822, logo após a Independência. Foi o primeiro navio a hastear a bandeira do Império do Brasil, em homenagem a Dom Pedro de Bragança e a primeira capitânia da recém-criada Armada Imperial Brasileira.
Antes disso, a nau serviu a Armada Real Portuguesa e a Armada do Reino Unido de Portugal, Brasil e Algarves, sucessivamente como Santo António e São José (1763–1794), Infante Dom Pedro Carlos (1794–1808) e Martim de Freitas (1808–1822).

## História

### Marinha Portuguesa
Esta nau foi construída na Bahia para a Armada Real Portuguesa, sendo lançada à água a 29 de janeiro de 1763 e inicialmente batizada Santo António e São José.
Em 1777 participou da luta para a retomada de Santa Catarina na guerra contra a Espanha.
Em 1784, participou na Expedição contra Argel, como parte da Esquadra do Sul.
Sofreu uma modernização em 1794, sendo o seu nome mudado para Infante D. Pedro Carlos. Em 1808, passou a designar-se Martim de Freitas.
Em 7 de março de 1808, a Martim de Freitas, integrava a esquadra portuguesa composta também pelas naus Príncipe Real, Medusa, Afonso de Albuquerque, Conde D. Henrique, D. João de Castro, Príncipe do Brasil, Rainha de Portugal; as fragatas Minerva, Urânia e Golfinho; os bergantins Condessa de Resende, Lebre, Batão e Furão; e a charrua Tétis, que trouxe a Família Real e a Corte Portuguesa para o Brasil, em virtude da iminente invasão da metrópole pelas tropas de Napoleão.
Em 1822, aderiu à Independência do Brasil quando estava no porto do Rio de Janeiro, sofrendo reparos e reaparalhamento no Arsenal de Marinha, junto com a nau Vasco da Gama, entre outras.

### Marinha do Brasil
Com a proclamação da independência do Brasil em 7 de setembro de 1822, D. Pedro também estava declarando guerra à metrópole lusitana. Quando o primeiro Governo do Império Brasileiro se instalou em outubro de 1822, somente a área de Minas-Rio-São Paulo era completamente leal à causa brasileira. Logo, no Rio de Janeiro, a capitulação das tropas portuguesas não constituiu um grande problema. Ao contrário de outras regiões como Bahia, Maranhão, Pará e Cisplatina, onde houve franca resistência à separação política do Brasil.
Estava claro para o Governo brasileiro, no intuito de estender e consolidar sua autoridade sobre uma nação espalhada ao longo de uma extensa fronteira marítima, que o elemento mais importante naquela situação era o Poder Marítimo. Ou seja, somente ganhando o domínio do mar poderia o Governo expulsar os portugueses, impedir a chegada de reforços de Lisboa, forçar o Norte a submeter-se, e colocar as diversas províncias sob a autoridade imperial.
Com uma percepção nítida do problema, era necessário iniciar o processo de formação da Marinha Imperial. Essa tarefa caiu sobre os ombros do novo Ministro da Marinha, o Capitão-de-Mar-e-Guerra Luís da Cunha Moreira. Um dos poucos brasileiros que pertencera à Marinha portuguesa. Sua experiência se fundamenta em sua participação durante todas as Guerras Napoleônicas e seu importante desempenho na captura anglo-lusitana de Caiena em 1808.
No porto do Rio de Janeiro, encontravam-se alguns navios da Armada portuguesa que haviam caído sob o controle do Governo Imperial brasileiro. Eram seis naus, três fragatas, duas corvetas e três brigues, porém, dentre as naus, principal navio de linha da época, somente a Martim de Freitas estava em boas condições. A Príncipe Real estava desarmada e as outras eram irreparáveis. Mas, com a ajuda de uma subscrição nacional, o apoio dos marinheiros brasileiros e de muitos portugueses, que se tornaram brasileiros por adoção, criou-se a Esquadra Nacional, composta pela Nau Pedro I, três fragatas, duas corvetas e cinco brigues. O Brasil conseguiu constituir uma Força Naval respeitável, em condições de fazer frente aos portugueses.
Os movimentos a favor da libertação política do Brasil se desenrolavam também no exterior. Em Londres, encontrava-se o General Felisberto Caldeira Brant Pontes, aliado do partido patriótico e amigo de José Bonifácio. Tornou-se, para o novo Governo brasileiro, um agente digno de confiança e capaz de comprar armas, levantar empréstimos, coordenar o recrutamento de estrangeiros e dar imediato aviso do que ocorresse em Portugal. O General Caldeira Brant tinha opiniões firmes e esclarecidas sobre os problemas de estratégia militar, sua passagem pela Real Academia Naval, em Portugal, o levou a adquirir plena consciência da importância do poderio marítimo. A necessidade de uma Armada Imperial que merecesse confiança constituiu um tema ao qual se reportava com frequência em suas correspondências com o amigo e Ministro José Bonifácio.
Foi convidado pelo Governo brasileiro para comandar a recém-criada Armada brasileira, o Almirante inglês Lord Alexander Thomas Cochrane, o qual trouxe consigo mais quatro oficiais britânicos, dentre os quais João Pascoe Grenfell, que se destacou por prestar imensos e inestimáveis serviços à nossa Pátria.
O Almirante Cochrane assumiu o Comando-em-Chefe da Esquadra Imperial em 21 de março de 1823, quando içou, no mastro da Nau Pedro I, o seu pavilhão de 1º Almirante da Marinha do Brasil. A 1º de abril, partiu do Rio de Janeiro com destino a Salvador levando as ordens do Ministro Cunha Moreira, para que estabelecesse um rigoroso bloqueio, destruindo e tomando todas as forças portuguesas que encontrasse, fazendo o maior dano possível ao inimigo.
O início do bloqueio ao porto de Salvador foi retardado em virtude da vinda de uma Esquadra portuguesa para reforçar a resistência do General Madeira de Mello, comandante das tropas portuguesas estacionadas na Bahia. Ao amanhecer do dia 4 de maio de 1823, as duas esquadras se avistaram em alto-mar e imediatamente a capitânia brasileira desfraldou no mastro do traquete o sinal de Preparar para o combate! Porém, por volta das sete horas da noite baixara um violento temporal impedindo a continuidade do combate, fazendo com que os navios portugueses se recolhessem ao porto de Salvador.
A manutenção do bloqueio ao porto de Salvador foi uma tarefa rude e gloriosa porque inúmeras embarcações tentavam forçar o bloqueio e consequentemente eram aprisionadas. Além desse bloqueio, as forças portuguesas sofriam o ataque contínuo dos patriotas baianos do Recôncavo e da ilha de Itaparica na reação contra a resistência do General Madeira de Mello. Desesperançado de qualquer reforço, lutando com dificuldades insuperáveis para abastecimentos, resolveu, a 2 de julho de 1823, abandonar o Brasil embarcando nos navios portugueses e seguir rumo à pátria. Essa fuga foi a primeira grande demonstração do valor da Marinha na independência.
O Capitão-de-Fragata John Taylor, um dos oficiais ingleses que acompanharam o Almirante Cochrane, comandando a Fragata Niterói, recebeu a incumbência de perseguir até as costas da Europa a fugitiva, mas, ainda assim, poderosa esquadra portuguesa, composta de 86 navios, de guerra e onerários, só regressando a 9 de novembro de 1823.
Depois de sua atuação na Bahia, o Almirante Cochrane, com sua famosa capitânia, a Nau Pedro I, apresentou-se na barra do porto de São Luís em 26 de julho de 1823. Fazendo supor que atrás de si, pronta a apoiá-lo, se aproximavam poderosas forças de mar e terra, conseguiu com que dois dias depois o Maranhão já aderisse oficialmente à Independência e ao Império. Após pacificar e integrar o Maranhão, o Almirante Cochrane enviou à Província do Pará o Capitão-Tenente João Pascoe Grenfell, com o Brigue Maranhão, que chegou à barra de Belém no dia 10 de agosto. Após proceder de modo semelhante ao que se realizou no Maranhão, a Junta Governativa reconheceu, em sessão solene, a Independência no dia 15 de agosto.
Os portugueses em Montevidéu continuavam a resistir aos interesses do Governo Imperial brasileiro durante 1823. Sofriam um rigoroso bloqueio desde 15 de março, e em meados do ano, as vitórias da Marinha Imperial no Norte do país permitiram que fosse reforçada a flotilha brasileira no Sul. O auge da resistência portuguesa se deu a 21 de outubro, quando navios tremulando a bandeira lusitana, sob o comando de D. Álvaro da Costa, saíram do porto de Montevidéu em ordem de batalha. Seguiu-se um violento combate onde os brasileiros mantiveram-se firmes, comandados pelo Capitão-de-Mar-e-Guerra Pedro Antônio Nunes, o que forçou os portugueses a abandonarem a luta e retirarem-se para Montevidéu. A futilidade em prosseguir a resistência estava clara, por isso foram iniciadas as negociações para a rendição portuguesa, o que veio a ocorrer em 18 de novembro de 1823.
No dia 9 de novembro, o Almirante Cochrane tinha chegado ao Rio de Janeiro, onde recebeu, entre outras homenagens e honrarias, o título de Marquês do Maranhão. Escreveu seu nome nos livros de história como um dos maiores nomes da Pátria, no período de nossa Independência; um vulto de legenda dentro da Marinha brasileira, Primeiro Almirante da Imperial Marinha do Brasil, merece juntar-se aos insignes vultos da nossa Independência Política.
Sob seu comando, a Marinha Imperial assegurou o contato entre os núcleos dispersos da população, varreu dos mares as esquadras hostis e, através da ligação entre os centros mais desenvolvidos, propiciou a conjugação dos esforços que nos conduziram à condição de país livre. E mais importante que as ações militares propriamente ditas foi a simples presença das Forças Navais do Império nas províncias do Norte. Tanto que por volta de 1824 todas as tropas portuguesas já se encontravam fora do território brasileiro, e, em 1825, a Independência do Brasil foi reconhecida por Portugal e pelo mundo.
A extraordinária habilidade dos homens que comandaram e tripularam os navios da Esquadra brasileira fez com que essas ações iniciais de combate direto fossem seguidas por patrulhas eficientes que asseguravam o completo domínio do mar para o Brasil e, com isto, evitavam qualquer possibilidade de reforço de tropas portuguesas para o território brasileiro. O alto grau de eficiência de nossos navios foi sentido, também nas negociações de paz, cujas condições preliminares iniciais dos portugueses eram de que cessássemos nossas ações navais. Ou seja, a Marinha de Guerra mostrou-se definitivamente como um fator decisivo para a consolidação da Independência do Brasil.
1823
Em 21 de março, houve a passagem de comando do Capitão-de-Fragata João Batista Lourenço, para o Capitão-de-Mar-e-Guerra Thomas Sackville Crosbie, sendo na mesma data arvorado a bordo o Pavilhão de Comando do Almirante Lorde Thomas Cochrane, tornando-se assim a primeira capitânia da esquadra brasileira.
Em 3 de abril, a Esquadra comandada pelo Almirante Lorde Thomas Alexander Cochrane, composta além da Nau D. Pedro I, pelas Fragatas Ypiranga e Nichteroy, Corvetas Maria da Glória e Liberal, e os Brigues Real Pedro e Guarany, partiu do Rio de Janeiro para enfrentar a resistência portuguesa na Bahia.
Logo que teve conhecimento da presença da esquadra brasileira, o Almirante português Felix Pereira de Campos fez-se ao mar com uma esquadra composta pela Nau D. João VI, pelas Fragatas Constituição e Pérola, pela Charrua Princesa Real, pela Escuna Príncipe Real, pelas Corvetas Calipso, Dez de Fevereiro, São Gualter, Regeneração e Princesa Real, o Brigue Audaz e a Sumaça Conceição. Porém, durante a saída, a Nau D. João VI encalhou, pelo que só a 30 de abril a esquadra portuguesa conseguiu deixar a Baía. Nessa altura já a esquadra de Cochrane tinha desaparecido, só voltando a ser avistada, muito ao longe, ao entardecer de 3 de Maio.
Ao nascer do Sol do dia 4 de maio, as duas esquadras estavam novamente à vista uma da outra. A brasileira encontrava-se a cerca de 24 milhas a ESE da ponta de Santo António, a navegar com a proa sensivelmente a oeste; a portuguesa encontrar-se-ia aproximadamente a 12 milhas a SW daquela ponta, a navegar para sul. Ao ser avistado o inimigo a esquadra portuguesa virou imediatamente por d'avante, por movimentos sucessivos, e dirigiu-se para norte, a rumo de interceptação com ele, com os navios formados em duas colunas paralelas. A coluna de barlavento era composta pela nau D. João VI, de 74 peças, seguida pela Fragata Constituição, de 50, pela Escuna Príncipe Real, de 26, pela Charrua Princesa Real, de 28, e pelas Corvetas Calipso, de 22 peças, e Dez de Fevereiro, de 26; a coluna de sotavento era encabeçada pela Fragata Pérola, de 44 peças, seguida pelas Corvetas São Gualter, de 26, Regeneração, de 22, e Princesa Real, de 24. O Brigue Audaz, de 18 peças, e a Sumaca Conceição, de 6, haviam sido destacados para reconhecer o inimigo, sendo mandados regressar à formatura pelas sete horas da manhã. Em conjunto, a esquadra portuguesa totalizava 366 canhões.
A esquadra brasileira encontrava-se formada numa única coluna. À frente vinha a Nau D. Pedro I, seguida pelas Fragatas Ypiranga e Nichteroy, pela Corveta Maria da Glória, e por fim, consideravelmente atrasados em relação a esta, a Corveta Liberal, e o Brigue Real Pedro; a BE da coluna, pela alheta da Pedro I, navegava o Brigue Guarany, com a missão de repetir os sinais daquele. Em conjunto, a esquadra brasileira dispunha de 242 canhões, ou seja, menos 124 que a esquadra portuguesa, o que representava indiscutivelmente uma diferença considerável.
Por volta da 10:00 horas, o Almirante Pereira de Campos ordenou à coluna de sotavento que fizesse força de vela e se coloca-se a vante da coluna de barlavento e no prolongamento dela. A ideia seria, possivelmente, depois de iniciado o combate, mandar virar por d'avante os navios da vanguarda e meter a esquadra inimiga (brasileira) entre dois fogos. No entanto, parece que, por volta das 11:30 horas, mudou de ideia. Tendo constatado que o grosso da esquadra brasileira era constituído por uma Nau e duas Fragatas e que para enfrentar o seu primeiro choque só dispunha de uma Nau e uma Fragata, ordenou à Fragata Pérola para se deixar descair e entrar na coluna, talvez a ré da Constituição. Assim fez aquela, mas, tendo perdido seguimento, abateu muito para sotavento e não chegou a ocupar o lugar que lhe havia sido destinado antes de a batalha ter começado.
Pelas 12:00 horas as duas esquadras estavam relativamente próximas uma da outra, mas o vento era cada vez mais fraco, depois de ter mudado para ENE, o que fez com que a aproximação fosse vagarosa. Entretanto os navios brasileiros tinham içado o pavilhão verde e ouro por entre os vivas das guarnições.
Lentamente, muito lentamente, as duas longas colunas de navios continuavam a aproximar-se, tudo fazendo crer que ao chegar ao alcance de tiro Cochrane, como lhe competia por estar a barlavento, orçaria de modo a ficar com os seus navios dispostos segundo um alinhamento paralelo ao dos portugueses. Mas não foi isso que aconteceu. Cochrane, como aliás a maior parte dos oficiais ingleses da sua geração, era um fervoroso discípulo da escola de Nelson, que, em vez da velha táctica do duelo de artilharia entre duas colunas, que raramente conduzia a resultados decisivos, preferia a táctica de cortar deliberadamente a coluna inimiga, embora à custa de um elevado risco, a fim de obter marcada superioridade no ponto de ruptura e assim ter a possibilidade de capturar um número significativo de navios inimigos.
Tendo Cochrane notado que entre a Escuna Príncipe Real e a Charrua Princesa Real havia um intervalo considerável não hesitou em aproveitá-lo para cortar a coluna portuguesa nesse ponto e tentar aniquilar a sua retaguarda antes que o centro e a vanguarda pudessem socorrê-la. E, por volta da 16:00 horas da tarde, tendo chegado à distância de tiro, em vez de orçar, como seria de esperar, arribou em cheio e passou com a Nau D. Pedro I entre aqueles dois navios disparando furiosamente a sua artilharia e mosquetaria por ambos os bordos!.
Respondeu a Princesa Real arribando um pouco, de forma a conservar a D. Pedro I dentro do campo de tiro da sua bateria, enquanto a Escuna Príncipe Real continuava em frente, acompanhando o movimento da coluna em que se achava integrado. Minutos depois a Fragata Ypiranga tomava posição pela alheta de BE da Charrua Princesa Real, juntando o fogo de seus canhões com a D. Pedro I. Nesta luta desigual de um fraco contra dois fortes o navio português sofreu graves avarias no aparelho e no costado e teve dois mortos e quinze feridos, alguns dos quais viriam a falecer pouco depois. Não obstante, ao ser intimado por Cochrane a render-se recusou-se a fazê-lo, continuando a responder animosamente ao fogo dos seus adversários.
A Fragata Nichteroy atacou a Corveta Calipso. Mas esta, não estando disposta a bater-se sozinha contra um navio muito mais forte, arribou e fez força de vela, afastando-se para sotavento. O mesmo fez a Corveta Dez de Fevereiro quando se sentiu ameaçada pela aproximação da Corveta Maria da Glória. A batalha se resumiu ao violento embora curto combate travado entre a Charrua portuguesa Príncipe Real e os dois navios brasileiros que a atacaram, a Nau D. Pedro I e a Fragata Ypiranga.
Entretanto durante o combate, surgiram problemas nas guarnições dos navios da Esquadra de Cochrane. Os marinheiros da Corveta Liberal e dos Brigues Real Pedro e Guarani, todos eles portugueses, recusaram-se abertamente a entrar em ação, declarando que “portugueses não se batem contra portugueses!”. Nos outros navios, em que os marinheiros portugueses estavam misturados com ingleses não tomaram aqueles uma atitude tão frontal mas iam fazendo toda a resistência passiva que podiam. No ponto alto do combate, o fiel da artilharia, o escoteiro e um cabo da D. Pedro I fecharam à chave o paiol da pólvora e declararam peremptoriamente que dali não haveria de sair mais pólvora para atirar sobre portugueses! Dominados pela força, foram todos detidos.
Surpreendido pela inesperada manobra de Cochrane, o Almirante Pereira de Campos nada mais pôde fazer do que mandar virar em roda a sua vanguarda e o seu centro e ir em socorro da retaguarda. Mas o Almirante inglês não esperou por ele. Tendo perdido a confiança nas suas guarnições não estava disposto a envolver-se numa batalha em clara inferioridade numérica. Por isso, cortou a Princesa Real pela proa, e depois de a ter acertado com mais uma salva, orçou e seguiu para o sul, procurando abrigo na baia do morro de São Paulo e João Feliz. Os outros navios da esquadra brasileira acompanharam os movimentos da capitânia.
Encontrando-se com a sua esquadra completamente desorganizada, o Almirante Pereira de Campos, só conseguiu organizar a perseguição as unidades brasileiras algumas horas depois, já ao cair da noite do dia 4 de maio.
Ao amanhecer do dia 5 de maio a esquadra de Cochrane já não era mais avistada. A força naval portuguesa continuou em patrulha ao largo de Salvador até o dia 21 de maio, quando recolheu-se ao porto para reabastecimento, sem que os navios de Cochrane fossem novamente avistados.
Acompanhada apenas da Corveta Maria da Glória, a Nau Pedro I passou a fustigar os navios mercantes portugueses ao largo ou fundeados próximos a Salvador, realizando o bloqueio desse porto.
Em 2 de julho, já ficando já sem suprimentos, o General português Madeira de Melo, suspendeu com uma força de 78 navios, escoltados por 13 navios de guerra do Almirante Pereira Campos, com destino a Europa, sendo perseguidos pela Esquadra Imperial Brasileira até a latitude 4º N, e mais tarde apenas pela Fragata Nichteroy, sob o comando do Capitão-de-Fragata John Taylor, que os deu caça até as costas de Portugal.
Em 26 de julho, o Almirante Cochrane a bordo da Pedro I, chegou ao Maranhão entrando na baía de São Luís, arvorando o pavilhão português, sendo recebido pelo brigue Dom Miguel que foi apresado e renomeado Maranhão, além da escuna Emília (renomeada Pará) e seis navios-transporte, determinando que fosse informado a Junta Governativa que toda a Esquadra Imperial estava ao largo.
1824
Em 2 de agosto, iniciou o bloqueio de Recife.
Em 13 de agosto, chegou a Jaraguá.
1826
Em 24 de novembro, zarpou do Rio de Janeiro sob o comando do Chefe-de-Divisão Diogo Jorge de Brito, como capitania da Divisão comandada pelo Vice-Almirante Manuel Antônio Farinha, que conduziu o Imperador Dom Pedro I ao Rio Grande do Sul.